# Life Begins for Andy Hardy
Life Begins for Andy Hardy is een film uit 1941 onder regie van George B. Seitz. Het is het elfde deel uit de Andy Hardy-reeks, een filmreeks die uit 16 films bestond. Destijds werd de film in Nederland uitgebracht onder de titel Het leven begint voor Andy Hardy.

## Verhaal
Andy Hardy zal binnenkort zijn schooldiploma halen in zijn stadje Carver. Betsy Booth, de kleindochter van een rijke man uit New York, is van plan hem een bezoek te brengen in de hoop met hem een relatie te krijgen. Andy Hardy is ondertussen van plan de zomer door te brengen in New York. Hij wilde eigenlijk advocaat worden, maar is niet enthousiast over een studie die zeven jaar duurt. Om die reden neemt hij afscheid van zijn vriendin Polly Benedict en vertrekt naar de grote stad. Hier wil hij erachter komen of hij werken verkiest boven een studie.
Samen met Betsy reist hij naar New York, waar hij een baantje wil in het kantoor van Jimmy Frobisher, een man die liever een danscarrière begint. Hij solliciteert bij zijn secretaresse Jennitt Hicks en valt als een blok voor haar. Hij kan zijn geluk niet op als zij ook met hem flirt. Hij weet echter niet dat zij enkel uit is op zijn geld en hem parfum en juwelen voor haar laat kopen. Twee weken later heeft Andy nog steeds geen werk. Als hij zijn ouders belt, zegt hij echter dat hij wel een baan heeft.
Andy wordt steeds armer en krijgt meer honger. Jimmy staat ook zonder geld en leeft tijdelijk in Andy's appartement. Op een gegeven moment heeft hij nog maar 25 cent op zak. Betsy maakt zich zorgen om hem en schakelt de hulp in van zijn vader Jim. Nog voordat Jim in New York kan arriveren om te helpen, begint het leven Andy mee te zitten. Jimmy krijgt een baan als danser en Andy wordt aangenomen in het kantoor. Hoewel Jennitt in eerste instantie uit was op zijn geld, krijgt ze medelijden met hem en betaalt ze een uitgebreid diner voor hem.
Het leven krijgt echter al snel een ommekeer als hij Jimmy dood aantreft in zijn appartement. Het lijkt dat hij zelfmoord heeft gepleegd, maar later blijkt dat hij een zwak hart had en overleed na een intensieve dansauditie. Om zijn begrafenis te betalen, verkoopt Andy de auto die hij als cadeau had gekregen voor het halen van zijn diploma. Ondertussen is Andy's baas van plan hem te ontslaan, totdat hij inziet hoe eerlijk hij is. Jim arriveert niet veel later in de stad en merkt op dat Andy en Jennitt zich tot elkaar aangetrokken voelen.
Jim adviseert zijn zoon trouw te zijn aan zijn vriendin. Hij denkt dat Jennitt hem ervan weerhoudt te studeren en schakelt de hulp in van Betsy om Andy en Jennitt uit elkaar te krijgen. Betsy ontmaskert Jennitt als een golddigger door contact op te nemen met haar oude vlam, Paul McWilliams. Andy besluit terug te gaan naar Carver om in de voetsporen van zijn vader te treden.

## Rolbezetting
| Acteur         | Personage                  |
| -------------- | -------------------------- |
| Lewis Stone    | Judge James K. 'Jim' Hardy |
| Mickey Rooney  | Andrew 'Andy' Hardy        |
| Judy Garland   | Miss Betsy Booth           |
| Fay Holden     | Mrs. Emily Hardy           |
| Ann Rutherford | Polly Benedict             |
| Sara Haden     | Tante Milly Forrest        |
| Patricia Dane  | Jennitt Hicks              |
| Ray McDonald   | Jimmy Frobisher            |

## Achtergrond
Het zou in eerste instantie de tiende film uit de reeks worden, met Andy Hardy Goes to College als titel. De studio besloot echter eerst Andy Hardy's Private Secretary (1941) op te nemen en uit te brengen. Het zou later bekendstaan als een van de meer duistere films uit de reeks. Terwijl de vorige films alle worden beschouwd als familiefilms met vrolijke verhaallijnen, behandelde deze versie thema's als de dood en armoede. Om die reden werd de film in Nederland gekeurd voor "14 jaar en ouder".
De makers wilden eigenlijk dat het personage Jimmy zelfmoord zou plegen. Er waren destijds echter strenge regels bij het maken van films, en dit was niet toegestaan. Daarom werd dit veranderd naar een hartaanval. Life Begins for Andy Hardy was het derde en laatste deel waar Judy Garland in verscheen. Ze zou verschillende nummers zingen, maar deze werden alle geschrapt.
De film kreeg gemengde kritieken. The New York Times noemde het een "vooruitgang op de vorige films", maar schreef daarbij ook dat het beter zou kunnen. Er kwam echter ook veel kritiek op het feit dat de film serieuzer was geworden.

## Filmreeks
- A Family Affair (1937)
- You're Only Young Once (1937)
- Judge Hardy's Children (1938)
- Love Finds Andy Hardy (1938)
- Out West with the Hardys (1938)
- The Hardys Ride High (1939)
- Andy Hardy Gets Spring Fever (1939)
- Judge Hardy and Son (1939)
- Andy Hardy Meets Debutante (1940)
- Andy Hardy's Private Secretary (1941)
- Life Begins for Andy Hardy (1941)
- The Courtship of Andy Hardy (1942)
- Andy Hardy's Double Life (1942)
- Andy Hardy's Blonde Trouble (1944)
- Love Laughs at Andy Hardy (1946)
- Andy Hardy Comes Home (1958)